# Karl Georg Wolfrum
Karl Georg Wolfrum (někdy psáno též jako Carl; 17. listopadu 1813 Hof – 30. května 1888 Ústí nad Labem) byl rakouský a český průmyslník a politik německé národnosti, v 2. polovině 19. století poslanec Českého zemského sněmu a Říšské rady.

## Biografie
Pocházel z rodu, původně z Čech, který se po bitvě na Bílé hoře přestěhoval do Horních Frank. Jeho otec Georg Wilhelm Wolfrum byl podnikatelem a provozoval přádelnu vlny. Zemřel, když Karl byl ještě dítětem. Rodina byla v těžké sociální situaci a Karl musel opustit školu (do svých 14 let studoval na gymnáziu v rodném Hofu) a věnovat se řemeslu. Byl barvířským učněm u svého strýce. Po vyučení cestoval. Navštívil Mnichov, Švýcarsko, Porýní a nakonec i Paříž (kam dorazil roku 1832). Během vandru se seznámil s dělnickými aktivisty. V Paříži chtěl vyhledat svého bratra Hermanna, ale dozvěděl se, že byl zatčen. Po propuštění z vězení představil Hermann Karlovi své známé a zasvětil ho do demokratických a liberálních myšlenek. Karl ve francouzské metropoli nastoupil do Chevreuilova barvířského závodu. Bratr Hermann mezitím zemřel. V roce 1834 se Karl rozhodl pro návrat domů (policie mu ovšem zakázala vstup do Berlína a byl považován za politicky nebezpečného). Dalších deset let strávil v Německu.
Kvůli policejním hrozbám odešel do saského města Meerane, kde zřídil barvírnu. Roku 1843 přesídlil do Ústí nad Labem v Čechách. Spolu s tkalcem Güntherem založili v Ústí tkalcovnu a barvírnu. Günther roku 1848 ze společného podniku vystoupil a Wolfrum pak již podnikal sám. Zabýval se rozvojem své firmy a účastnil se veřejného života. V 50. letech se stal členem obecního výboru a obecní rady v Ústí. Do roku 1886 pak zastával post radního a náměstka starosty. Zreformoval městské finance. Podporoval moderní technologie. Inicioval zavedení plynového osvětlení ulic, díky jeho aktivitě vycházely od roku 1857 regionální noviny Aussiger Anzeiger. Roku 1859 ho vláda povolala do státní komise pro reformu obecního zřízení. V této době byl taky zvolen do liberecké obchodní a živnostenské komory, v níž zasedal do roku 1879, kdy předal svou firmu synovi. Byl okresním starostou v Ústí nad Labem. Byl taky spolupodílník v Duchcovském uhelném spolku. Společně s hrabětem A. Nostic-Rieneckem se podílel na výstavbě železnic. Od roku 1870 zastával funkci prezidenta správní rady podniku Ústecko-teplická dráha. Měl podíl i v podniku Teplické válcovny a bessemerovny.

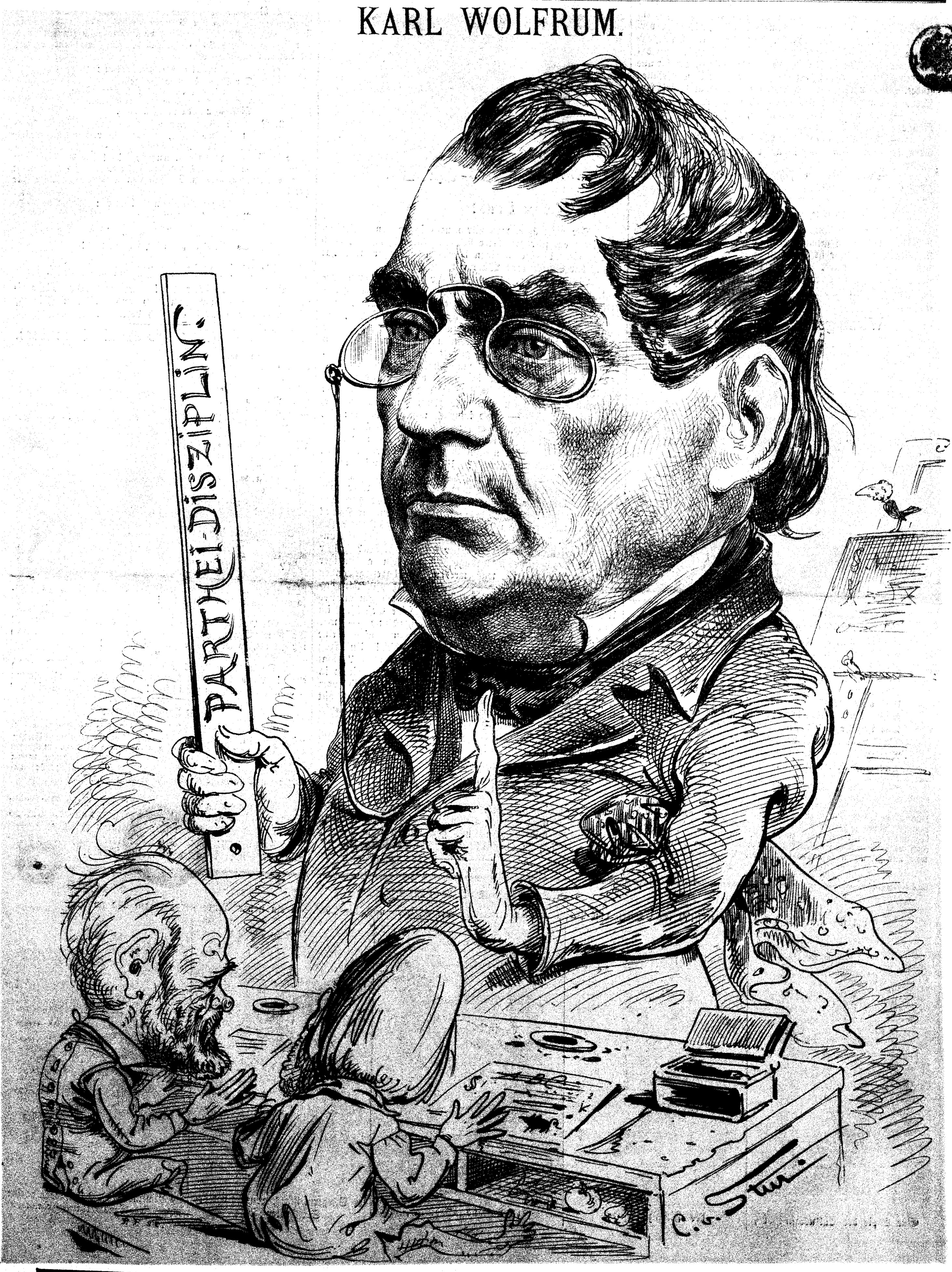
Karl Wolfrum na karikatuře z r. 1874 (kreslil Carl von Stur)

Po obnovení ústavního života v Rakouském císařství počátkem 60. let 19. století se zapojil i do zemské a celostátní politiky. V zemských volbách v Čechách v roce 1861 byl zvolen v městské kurii (obvod Teplice – Ústí nad Labem) do Českého zemského sněmu. Kromě toho uvádí jako poslanec zvolený za kurii obchodních a živnostenských komor, obvod Liberec. Mandát ve sněmu obhájil ve volbách v lednu 1867 i v krátce poté vypsaných volbách v březnu 1867 (v obou případech opět za městskou kurii, obvod Teplice – Ústí nad Labem. Stejně tak byl v tomto okrsku zvolen i v následujících zemských volbách v roce 1870 a volbách v roce 1872. V zemských volbách v roce 1878 se na sněm dostal za kurii obchodních a živnostenských komor (obvod Liberec). Uvádí se tehdy jako stoupenec takzvané Ústavní strany (centralistická, liberální, německorakouská platforma). Později patřil do okruhu z ní vzniklé pokrokové strany. Poslanecké křeslo obhájil taktéž ve volbách roku 1883. Na zemský mandát rezignoval roku 1885.
Dlouhodobě také zasedal v Říšské radě (celostátní zákonodárný sbor), kam ho vyslal zemský sněm roku 1867 (tehdy ještě Říšská rada nevolena přímo, ale tvořena delegáty jednotlivých zemských sněmů). Opětovně ho sem zemský sněm delegoval roku 1870 (8. listopadu 1870 složil poslanecký slib) a roku 1871. Následně, po změně ústavy, uspěl i v prvních přímých volbách do Říšské rady roku 1873, kdy byl zvolen za kurii městskou, obvod Ústí nad Labem, Chabařovice. A mandát obhájil za týž obvod i ve volbách do Říšské rady roku 1879.
Na Říšské radě se v říjnu 1879 uvádí jako člen staroněmeckého Klubu liberálů (Club der Liberalen). Později zasedal v liberálním poslaneckém klubu Sjednocená německá levice. Poté, co z této parlamentní frakce odešel Eduard Herbst, byl Wolfrum jejím předákem. Byl významným parlamentním řečníkem. Působil jako zpravodaj při projednávání návrhu zákona o výstavbě železnic. V letech 1877 a 1879 byl zpravodajem v debatě o rozpočtu. Podobně se jako odborník na finanční otázky profiloval i na zemském sněmu.
Působil rovněž jako člen státní technické dozorové rady pro živnostenské školy při ministerstvu obchodu. 1. února 1872 mu byl udělen Řád železné koruny 3. třídy.
Poté, co roku 1885 (podle nekrologu v deníku Bohemia se z politického života stáhl již v dubnu 1884) odešel ze zemského sněmu i Říšské rady, prohlásil, že se vzhledem k věku hodlá věnovat rodině. Roli v tom ovšem patrně sehrála i únava a deziluze z politické situace v Čechách.
Zemřel roku 1888. Pohřeb se konal v Ústí nad Labem a byl na něj vypraven zvláštní vlak z Prahy.